# Diospyros confertiflora
Diospyros confertiflora là một loài thực vật có hoa trong họ Thị. Loài này được (Hiern) Bakh. mô tả khoa học đầu tiên năm 1933.